# Zali Steggall
Pour les articles homonymes, voir Steggall.
Zali Stegall, née le 16 avril 1974 à Sydney, est une ancienne skieuse alpine australienne, devenue femme politique.
Championne du monde de slalom en 1999, elle est la seule Australienne médaillée dans un championnat du monde de ski. Sa carrière olympique s'étend des Jeux d'hiver 1992 à ceux de 2002, et sa médaille de bronze aux Jeux de Nagano 1998 est également la seule de son pays en ski alpin.
Elle est élue députée indépendante à la Chambre des représentants d'Australie en 2019, sur un programme écologiste et social.

## Palmarès

### Jeux olympiques
- Jeux olympiques d'hiver de 1998 à Nagano ( Japon) :
  -  Médaille de bronze en Slalom.

### Championnats du monde
- Championnats du monde de 1999 à Vail ( États-Unis) :
  -  Médaille d'or en Slalom

### Coupe du monde
- Meilleur classement au Général : 32e en 1998.
- 1 victoire en Slalom

#### Saison par saison
- 1998 :
  - Slalom : 1 victoire (Park City ( États-Unis))

(État au 25 janvier 2006)

## Entrée en politique
Elle se présente aux élections législatives fédérales australiennes de mai 2019, comme candidate sans étiquette dans la circonscription de Warringah. Elle fait campagne sur la nécessité d'agir en réponse au changement climatique, et notamment face à l'impact du changement climatique sur la santé des Australiens. Elle remporte largement le siège face au député sortant, l'ancien Premier ministre conservateur Tony Abbott perçu comme réticent à agir face au réchauffement climatique.
Elle se représente en 2022, toujours comme indépendante et sur la base d'un programme mettant en avant la lutte contre le réchauffement climatique, l'égalité femmes-hommes et l'intégrité en politique. Elle agit en synergie avec  d'autres indépendantes qualifiées de « Sarcelles » (Teal Independents).